# Ahmad bin Yahya
Ahmad bin Yahya, född 1891 i Sanaa, Kungariket Jemen, död 18 september 1962 i Sanaa, var son till Imam Yahya. Han var guvernör över Taiz när han blev imam och kung efter Abdullah bin Ahmad al-Wazir då denne störtades och avrättades efter att ha suttit en månad vid makten. Själv störtades han 31 mars 1955 av sin egen bror Abdullah bin Yahya men tog tillbaka makten efter fem dagar, avrättade brodern, och satt som kung fram till sin död, då hans son Muhammad al-Badr efterträdde honom.